# Hemiramphus saltator
Hemiramphus saltator is een  straalvinnige vissensoort uit de familie van halfsnavelbekken (Hemiramphidae). De wetenschappelijke naam van de soort is voor het eerst geldig gepubliceerd in 1904 door Gilbert & Starks.
De soort staat op de Rode Lijst van de IUCN als niet bedreigd, beoordelingsjaar 2007.